# Tony Zeno
Anthony Michael "Tony" Zeno (Nueva Orleans, Luisiana; 1 de octubre de 1957) es un exjugador de baloncesto estadounidense que jugó una temporada en la NBA, además de hacerlo en la liga italiana, la liga israelí y la liga francesa. Con 2,03 metros de estatura, juega en la posición de ala-pívot.

## Trayectoria deportiva

### Universidad
Jugó durante cuatro temporadas con los Sun Devils de la Universidad Estatal de Arizona, en las que promedió 11,4 puntos y 7,4 rebotes por partido. En 1978 fue incluido en el segundo mejor quinteto de la Western Athletic Conference, siendo en la actualidad el 16º máximo anotador de todos los tiempos de su universidad.

### Profesional
Fue elegido en la trigésimo segunda posición del Draft de la NBA de 1979 por Indiana Pacers, donde sólo jugó 8 partidos, en los que promedió 1,8 puntos y 1,8 rebotes, siendo despedido un mes después del comienzo de la competición.
En 1982 se marcha a la liga italiana, donde jugaría seis temporadas en los equipos del AMG Sebastiani Rieti, el Libertas Brindisi y el Libertas Pescara, las 4 últimas en la Serie A2, promediando en total 27,4 puntos y 9,7 rebotes por partido. En 1988 jugó con el Hapoel Holon de la liga israelí y al año siguiente en el BCM Gravelines francés, promediando en esta última temporada 19,8 puntos y 8,2 rebotes por partido.

## Estadísticas de su carrera en la NBA

### Temporada regular
| Temporada | Edad | Equipo         | Liga | P | TIT | MIN | TC  | TCA | %TC  | 3P  | 3PA | %3P | TL  | TLA | %TL   | R.OF. | R.DEF. | REB | ASIS | ROB | TAP | PER | FP  | PTS |
| 1979-80   | 22   | Indiana Pacers | NBA  | 8 |     | 7.4 | 0.8 | 2.6 | .286 | 0.0 | 0.0 |     | 0.3 | 0.3 | 1.000 | 0.4   | 1.4    | 1.8 | 0.1  | 0.5 | 0.4 | 1.1 | 1.6 | 1.8 |
| Total     |      |                | NBA  | 8 |     | 7.4 | 0.8 | 2.6 | .286 | 0.0 | 0.0 |     | 0.3 | 0.3 | 1.000 | 0.4   | 1.4    | 1.8 | 0.1  | 0.5 | 0.4 | 1.1 | 1.6 | 1.8 |